# Symfonie nr. 8 (Sallinen)
Aulis Sallinen voltooide Symfonie nr. 8 "Autumnal Fragments" in oktober 2001 net nadat de aanslagen op 11 september 2001 waren verricht.

## Geschiedenis
De basis van de muziek wordt gevormd door de liefde die de componist koestert voor schetsen van schilderijen; een hoop ligt al vast, maar er is nog veel ruimte om het definitief in te kleuren. De componist greep voor dit werk terug op zijn eigen Kullervo, door het thema van de dood uit dat werk in deze symfonie te integreren. Een ander motief in gebaseerd op de naam van het orkest dat de eerste uitvoering verzorgde: het Koninklijk Concertgebouworkest in Amsterdam. De componist lichtte het als volgt uit: ConCErtGEBouw AmstErDam. Het orkest stond op 16 april 2004 onder leiding van Paavo Järvi, die daarmee zijn debuut maakte voor dat orkest.
Autumnal (herfstachtig) heeft niet zo zeer betrekking op de herfst zelf, maar meer op het ouder worden (van de componist). De gebeurtenissen van 11 september 2001 noopte de componist het slot van zijn symfonie aan te passen; deze was in eerste opzet positief. De eendelig symfonie begint met het zacht tikken van percussie-instrumenten, waarbij dreigende klanken uit strijkinstrument, koper- en houtblazers de symfonie in beweging zetten. De componist probeert met minimal musicachtige melodieën enige monterheid in de symfonie te krijgen, maar laat dit steeds onderbreken (fragments); de klank blijft daardoor sinister. De symfonie besluit met sombere slagen op de pauken, een open eind.

## Orkestratie
- 4 dwarsfluiten waaronder ook 2 piccolo's, 3 hobo's waaronder 1 althobo; 4 klarinetten waaronder 1 basklarinet, 3 fagotten waaronder 1 contrafagot;
- 4 hoorns, 3 trompetten, 3 trombones, 1 tuba
- pauken en 4 man/vrouw percussie, waaronder kleine trom, xylofoon, woodblocks; harp, piano
- violen, altviolen, celli en contrabassen.

## Programma 16 april 2004
- 8e symfonie van Sallinen;
- 3e pianoconcert van Béla Bartók;
- 5e symfonie van Carl Nielsen.

## Discografie
- Uitgave CPO: Staatsphilharmonie Rheinland-Pfalz o.l.v. Ari Rasilainen opnamen uit najaar 2004

## Bron
- de compact disc
- Pagina van Chester Novello, uitgeverij